# Synchlora xysteraria
Synchlora xysteraria is een nachtvlinder uit de familie van de spanners (Geometridae). De soort komt voor in het zuidoosten van de Verenigde Staten en in Midden-Amerika.